# Simone Rapisarda Casanova
Simone Rapisarda Casanova (Catania, 1970) è un regista italiano naturalizzato canadese, vincitore del Pardo per il miglior regista emergente al Festival del film Locarno 2014.

## Biografia
Nasce in Sicilia da padre romano e madre torinese. Si laurea in Scienze dell'Informazione all'Università di Pisa, coltivando al contempo un interesse per la fotografia e il cinema.
Trasferitosi in Canada nel 2000, abbandona la carriera in informatica per studiare cinema prima a Montréal e poi a Toronto. Affianca la realizzazione di opere cinematografiche con l'insegnamento (York University, Toronto, Canada; Wilfrid Laurier University, Waterloo, Canada; Ciné Institute, Jacmel, Haiti). Dal 2016 insegna regia alla Simon Fraser University a Vancouver, Canada.

## Lungometraggi
Le opere di Simone Rapisarda Casanova si collocano al confine fra documentario e fiction, con attori non professionisti che improvvisano sulla base di un canovaccio. Rapisarda Casanova si occupa personalmente di ripresa, montaggio e produzione. Il suo stile è caratterizzato da lunghi piani sequenza in presa unica (ogni scena viene girata una sola volta) e dalla posizione prevalentemente fissa della macchina da presa. Entrambe queste scelte sono dettate dalla volontà di valorizzare la freschezza e spontaneità di espressione degli attori non protagonisti. Altri elementi stilistici sono il sonoro diegetico e fuori campo, le riprese dal basso e l'utilizzo di ottiche grandangolari.

### El árbol de las fresas (L'albero delle fragole)
(Canada/Cuba/Italia, 2011, 71 min) Primo lungometraggio dell'autore, è un documentario etnografico sperimentale che coglie gli ultimi giorni di esistenza del villaggio di pescatori Juan Antonio a Cuba, poco prima del passaggio devastante dell'uragano Ike. In mancanza di ruoli e copioni cristallizzati, il lavoro del regista-etnografo si evolve in un dialogo paradossale con i soggetti osservati, pescatori poveri che tuttavia conoscono le tecniche dell'etnografo, lo additano dietro l'obiettivo, gli danno consigli e si prendono gioco di lui. Nel 2011 El arbol de las Fresas è stato presentato al Festival del film Locarno e al Torino Film Festival, e nel 2012 al Los Angeles Film Festival. Sempre nel 2012, ha vinto il Most Promising Filmmaker Award all'Ann Arbor Film Festival ed è stato incluso nella lista dei cinquanta migliori film non distribuiti da Film Comment.

### La creazione di significato
(Italia/Canada, 2014, 90 min) Un anziano pastore, Pacifico Pieruccioni, si trova costretto dalla crisi economica a cedere la propria terra e la propria casa, situate fra le montagne che furono teatro della Resistenza ai tedeschi. Paradossalmente, si presenta a lui come nuovo proprietario proprio un giovane tedesco. I due discorrono di fatti storici e dell'Italia del presente.
La creazione di significato è ambientato e girato nei luoghi della Linea Gotica sulle Alpi Apuane. Ispirandosi a L'aleph, racconto di Jorge Luis Borges, in esso si combinano memorie di guerra ed echi del presente sullo sfondo di una natura fuori dal tempo.
Il film ha vinto il Pardo per il miglior regista emergente al Festival del Film Locarno nel 2014; nel 2015 ha ottenuto il premio per il miglior film all'Ann Arbor Film Festival ed è stato acquisito dal Museum of Modern Art di New York e dalla National Gallery of Art di Washington.

### Zanj Hegel la  (Hegel's Angel)
(Canada/Haiti/Italia/U.S.A., 2018, 70 min) Il film, ambientato nella Haiti contemporanea, dipinge la vita quotidiana di un ragazzo di nome Widley fra attività prosaiche, presenze mistiche, tumulti causati da elezioni imminenti, e il suo interesse per la produzione di un bizzarro film.  Con questo lungometraggio Rapisarda fa un ulteriore passo nella fiction etnografica sperimentale sulla traccia aperta da Jean Rouch verso l'etnografia condivisa.  